# Кимхи (фамилия)
Кимхи, иначе Камхи (ивр. קמחי‎) — еврейская фамилия. Её представители известны с начала XII в. на территории Испании и Прованса, позднее в Италии, Турции, Сирии и Англии.

## История
Ранний представитель фамилии Кимхи, о котором сохранились известия, — это Исаак Кимхи, живший в последней четверти XI века. В XII и XIII веках фамилия Кимхи дала известных еврейских грамматиков и лексикографов:
- Иосифа бен-Исаака Кимхи,
  - его сыновей, Давида и
  - Моисея Кимхи и
- Мордехая бен-Исаака Кимхи.

В XIV в. фамилия Кимхи была значительно распространена во Франции и Италии. Из отдельных представителей Кимхи можно отметить Самуила Кимхи, написавшего в 1346 г. философский аллегорический комментарий к «Perek Schirah».
Около 1300 г. в Нионе (Франция) жил литургический поэт и галахист р. Исаак бен-Мордехай Кимхи, известный под именем מאישטרי פטיט נאומש. Он составил «Azharot», אזהרות, включенный в Карпантраский махзор, и, по-видимому, комментарий к «Azharot» p. Соломона ибн-Гебироля. О его талмудические познаниях свидетельствует масса респонсов р. Соломона Адрета (Рашбо), адресованных на его имя.
Из отдельных представителей  в XVIII и XIX вв.:
- Израиль Кимхи, автор Abodat-Israel (ср. Asulai, s. v. ענודת ישראל), комментарий на Абоду, — респонс его помещен в респонсах p. Рёфаила Мелдолы, «Majim Rabbim»;
- Самуил Кимхи, раввин в Константинополе в первой половине XVIII в., — его респонсы помещены в «משאת משה» (Константинополь, 1734);
- Соломон Кимхи, написавший во второй половине XIX в. антикараимское сочинение «Melechet Schelomo» (1862 г.), уничтоженное по распоряжению главного раввина османских евреев за крайнюю нетерпимость к караимам; ему же принадлежат: «Jaahel Schelomo» (Смирна, 1870) и «Jeme Schelomo» (Салоники, 1874);
- Яков Кимхи — автор «Schoschanat Jacob» (комментарий к трактатам Беца и Таанит, 1748 г.).